# Eponimy anatomiczne
Lista wyszczególnia eponimy anatomiczne i histologiczne: pojęcia anatomiczne i histologiczne pochodzące od nazwisk, najczęściej anatomów, którzy je opisali jako pierwsi, rzadziej od postaci fikcyjnych (jabłko Adama, ścięgno Achillesa).
Eponimy medyczne niebędące pojęciami anatomicznymi znajdują się w artykule eponimy medyczne.
Odimienne nazwy objawów chorobowych stosowane w medycynie znajdują się w artykule lista eponimicznych nazw objawów chorobowych.
A B C Ć D E F G H IJ K L Ł M N O P Q R S Ś T U V W X Y Z Ź Ż Przypisy Bibliografia

## A
- ścięgno Achillesa – Achilles
- jabłko Adama – Adam
- kanał Alcocka – Rutherford Alcock
- tętnica Adamkiewicza – Albert Adamkiewicz
- nerw Aldermana
- róg Amona (stopa hipokampa) – Amon
- przewód Arancjusza, komora Arancjusza – Giulio Cesare Aranzio[1]
- nerw Arnolda, szlak Arnolda, zwój Arnolda, kanał Arnolda – Friedrich Arnold
- węzeł Aschoffa-Tawary – Ludwig Aschoff, Sunao Tawara
- splot Auerbacha – Leopold Auerbach[2]

## B
- pęczek Bachmanna – Jean George Bachmann
- zastawki Balla – Charles Ball
- prążek Baillargera zewnętrzny, prążek Baillargera wewnętrzny – Jules Baillarger
- jądro Barringtona – Frederick James Fitzmaurice Barrington
- gruczoły Bartholina – Caspar Bartholin młodszy[3]
- zastawka Bauhina – Gaspard Bauhin[4]
- splot Batsona – Oscar Batson
- jądro Bechterewa – Władimir Biechtieriew[4]
- trójkąt Béclarda – Pierre Augustin Béclard[4]
- nerw Bella – Charles Bell
- przewód Belliniego – Giovanni Bellini
- kolumny Bertina – René-Joseph-Hyacinthe Bertin
- więzadło Bertina
- komórki Betza – Władimir Betz[5]
- sznury Billrotha – Theodor Billroth[6]
- jądro Blumenaua – Leonid Blumenau[7]
- stok Blumenbacha – Johann Friedrich Blumenbach[7]
- koszyczek Bochdaleka, trójkąt Bochdaleka – Vincent Bochdalek[7]
- przewód Botalla – Leonardo Botallo[8]
- przestrzeń Boyeta
- torebka Bowmana, błona Bowmana – William Bowman[9]
- sektor Bratza – Emil Bratz
- żyły Brescheta – Gilbert Breschet
- pole Broki – Paul Broca[10]
- pola Brodmanna – Korbinian Brodmann[10]
- błona Brucha – Carl Wilhelm Ludwig Bruch[10]
- gruczoły Brunnera – Johann Conrad Brunner[11]
- trójkąt Bryanta – Thomas Bryant[11]
- powięź Bucka – Gordon Buck
- pasma Büngnera (taśmy Büngnera) – Otto von Büngner[12]
- słup Burdacha – Karl Friedrich Burdach[13]

## C
- komórki Cajala, jądro Cajala – Santiago Ramón y Cajal[13]
- wyspy Calleji – Julián Calleja y Sánchez
- trójkąt Calota – Jean-François Calot[13]
- linia Campera, powięź Campera – Peter Camper[14]
- punkt Cannona-Boehma – Walter Cannon
- guzek Chassaignaca – Charles Marie Edouard Chassaignac[15]
- linia Choparta, staw Choparta – François Chopart[16]
- jądro grzbietowe Clarke’a (słup Clarke’a) – Jacob Augustus Lockhart Clarke[17]
- komórki Claudiusa – Friedrich Matthias Claudius[17]
- błona Cloqueta, gruczoł Cloqueta, kanał Cloqueta – Jules Germain Cloquet[17]
- powięź Collesa – Abraham Colles[18]
- powięź Coopera, więzadła Coopera – Astley Paston Cooper
- narząd Cortiego – Alfonso Giacomo Gaspare Corti[19]
- gruczoły Cowpera – William Cowper[20]
- przewody Cuviera – Georges Cuvier[20]

## D
- jądro Darkszewicza – Liwierij Darkszewicz[21]
- guzek Darwina – Karol Darwin[21]
- jądro Deitersa, komórki Deitersa – Otto Deiters[21]
- powięź Denonvilliersa – Charles Pierre Denonvilliers[21]
- przestrzeń Dissego – Joseph Disse[22]
- zatoka Douglasa (jama Douglasa) – James Douglas[22]

## E
- gruczoły Ebnera – Victor von Ebner[23]
- jądro Edingera-Westphala – Ludwig Edinger, Carl Westphal
- punkt Erba – Wilhelm Heinrich Erb[24]
- prążek Exnera – Sigmund Exner
- trąbka Eustachiusza – Bartolomeo Eustachi[25]

## F
- torebka Fabrycjusza – Girolamo Fabrizio[25]
- trąbka Fallopiusza – Gabrielle Falloppio
- kanał Falloppia – Gabriele Falloppio
- komórki Fañanása – Jorge Fañanás
- komórki Ferraty
- trójkąt Fiłatowa
- droga Flechsiga – Paul Flechsig[26]
- pole Forela – Auguste Forel
- zwój Frankenhäusera – Ferdinand Frankenhäuser[27]

## G
- żyła wielka Galena – Galen[28]
- powięź Gallaudeta
- spoidło Gansera – Sigbert Ganser[29]
- przewód Gartnera – Hermann Gartner[30]
- zwój Gassera – Johann Lorentz Gasser[30]
- prążek Gennariego – Francisco Gennari
- wypustka Gerbera – Paul Henry Gerber
- linia Gerdy’ego – Pierre Nicolas Gerdy[30]
- torebka Geroty – Dimitrie Gerota[31]
- prążek Giacominiego – Carlo Giacomini[31]
- półksiężyce Giannuzziego – Giuseppe Giannuzzi[31]
- więzadło Gimbernata – Antonio Gimbernat[31]
- szczelina Glasera – Johann Heinrich Glaser[32]
- torebka Glissona – Francis Glisson[32]
- komórki Golgiego – Camillo Golgi[33]
- pęczek Golla, jądro Golla – Friedrich Goll[34]
- droga Gowersa – William Richard Gowers[34]
- pęcherzyk Graafa – Regnier de Graaf[34]
- punkt G – Ernst Gräfenberg
- promienistość Gratioleta – Louis Pierre Gratiolet[35]
- jądro Guddena, spoidło Guddena, wiązka nakrywkowa Guddena – Bernhard von Gudden[36]
- trójkąt Guillaina-Mollareta – Georges Charles Guillain, Pierre Mollaret

## H
- zatoka Hartmanna – Henri Hartmann
- kanał Haversa – Clopton Havers[37]
- pola Heada (strefy Heada) – Henry Head[38]
- zastawka Heistera – Laurentius Heister[39]
- pęczek Helwega (wiązka Helwega) – Hans Kristian Saxtorph Helweg[40]
- pętla Henlego – Jakob Henle[40]
- nerw Henlego –
- węzeł Hensena –
- ciałka Heringa (kule Heringa), kanały Heringa – Ewald Hering[41]
- nerw Heringa – Heinrich Ewald Hering
- zakręty Heschla – Richard Ladislaus Heschl[41]
- trójkąt Hesselbacha – Franz Kaspar Hesselbach[42]
- jama Highmore’a – Nathaniel Highmore[43]
- pęczek Hisa – Wilhelm His[43]
- przestrzeń Holzknechta – Guido Holzknecht
- komórki Hortegi   – Pío del Río-Hortega[44]
- zastawki Houstona – John Houston[44]
- kanał Huntera – John Hunter[45]
- komórka Hürthle’a – Karl Hürthl

## IJ
- komórki Ito – Toshio Ito
- narząd Jacobsona, nerw Jacobsona, zespolenie Jacobsona – Ludvig Levin Jacobson[46]
- jądro Jacobsohna – Louis Jacobsohn-Lask

## K
- prążek Kaesa-Bechterewa – Theodor Kaes, Władimir Biechtieriew
- węzeł Keitha-Flacka  – Arthur Keith
- osłonka Keya-Retziusa – Gustav Retzius
- fałdy Kerckringa – Theodor Kerckring[47]
- splot Kiesselbacha (miejsce Kiesselbacha) – Wilhelm Kiesselbach[48]
- trójkąt Killiana (mięsień Kiliana) – Gustav Killian[48]
- fałd Kohlrauscha – Otto Ludwig Bernhard Kohlrausch[48]
- pory Kohna (otwory Kohna) – Hans Kohn[48]
- jądro Köllikera-Fusego – Albert von Kölliker, Gennosuke Fuse
- komórka Kupffera-Browicza – Karl Wilhelm von Kupffer, Tadeusz Browicz

## L
- żyła Labbego – Ernest Marcel Labbe
- trójkąt Laimera-Haechermanna – Ludwig Wilhelm Friedrich Haeckermann, Eduard Laimer
- kanały Lamberta – Margaret Waugh Lambert
- komórka Langerhansa, wysepki Langerhansa – Paul Langerhans[49]
- linie Langera – Karl Langer
- wielojądrowa komórka olbrzymia typu Langhansa
- punkt Lanza – Otto Lanz[50]
- nerw Latarjeta – André Latarjet
- komórki Leydiga – Franz Leydig[51]
- krypty Lieberkühna – Johann Nathanael Lieberkühn[51]
- staw Lisfranca – Jacques Lisfranc[52]
- szlak Lissauera – Heinrich Lissauer
- pole Little’a –
- gruczoły Littrégo – Alexis Littré[53]
- więzadło Lockwooda –
- pęczek Loewenthala (wiązka Loewenthala) – Wilhelm Loewenthal[54]
- kąt Louisa, kąt Ludwiga – pochodzenie nazwy sporne, jako osoby mające być nią upamiętnione wymieniani są Antoine Louis, Pierre Alexandre Louis i Wilhelm Friedrich von Ludwig[55]
- komórki Lugaro – Ernesto Lugaro
- krypty Luschki, przewody Luschki, otwory Luschki, stawy Luschki – Hubert von Luschka
- jądro Luysa – Jules Bernard Luys[56]

## M
- trójkąt Macewena – William Macewen[57]
- więzadła Mackenrodta – Alwin Mackenrodt[57]
- otwór Magendiego – François Magendie[57]
- wyspy Malasseza – Louis Malassez
- szlak Marchiego (droga Marchiego) – Vittorio Marchi[58]
- żyła Markowskiego – Józef Markowski
- żyła Marshalla – Marshall Hall[58]
- komórki Martinottiego – Giovanni Martinotti[59]
- żyła Mayo – William James Mayo[59]
- punkt McBurneya – Charles McBurney
- kłębuszek Malpighiego – Marcello Malpighi
- chrząstka Meckela, uchyłek Meckela – Johann Friedrich Meckel[60]
- gruczoły Meiboma – Heinrich Meibom[60]
- ciałko Meissnera, splot Meissnera – Georg Meissner[60]
- komórki Merkla – Friedrich Sigmund Merkel[61]
- pęczek Meynerta – Theodor Meynert[61]
- dół Mohrenheima – Josef Jacob von Mohrenheim[62]
- gruczoły Molla – Jacob Antonius Moll[63]
- pęczek Monakowa – Constantin von Monakow
- otwór Monro – Alexander Monro
- gruczoły Montgomery’ego – William Fetherstone Montgomery[63]
- zatoki Morgagniego (w zastawce aortalnej) – zatoka Morgagniego – kieszonka Morgagniego – Giovanni Battista Morgagni
- zachyłek Morisona
- mięsień Müllera – Heinrich Müller[64]
- przewody Müllera – Johannes Peter Müller[64]

## N
- ciałka Nissla – Franz Nissl[65]

## O
- zwieracz Oddiego – Ruggero Oddi[66]
- jądro Onufa – Bronislaw Onuf-Onufrowicz
- komórki Opalskiego – Adam Opalski

## P
- ziarnistości Pacchioniego – Antonio Pacchioni[67]
- komórki Panetha – Josef Paneth[68]
- krąg Papeza – James Papez
- wał Passavanta – Philipp Gustav Passavant
- jądro Perlii – Richard Perlia[69]
- kępki Peyera – Johann Conrad Peyer[70]
- trójkąt Petita – Jean Louis Petit[70]
- trójkąt Pirogowa – Nikołaj Pirogow[71]
- więzadło Pouparta – François Poupart[72]
- pęczek Probsta – Moriz Probst
- przestrzeń Prussaka – Alexander Prussak
- komórki Purkiniego, włókna Purkiniego – Jan Evangelista Purkyně[73]

## R
- przewężenie Ranviera – Louis-Antoine Ranvier[74]
- kieszonka Rathkego – Martin Rathke[75]
- chrząstka Reicherta – Karl Bogislaus Reichert[76]
- wyspa Reila, obicie Reila – Johann Christian Reil
- komórki Renshawa – Birdsey Renshaw
- przestrzeń Retziusa, żyły Retziusa, zakręty Retziusa – Anders Retzius
- blaszki Rexeda – Bror Rexed
- płat Riedla – Bernhard Moritz Carl Ludwig Riedel[77]
- zatoki Rokitansky’ego-Aschoffa – Carl Freiherr von Rokitansky, Ludwig Aschoff
- bruzda Rolanda, istota Rolanda (substantia Rolandi) – Luigi Rolando[78]
- jądro Rollera – Christian Friedrich Wilhelm Roller[79]
- zachyłek Rosenmüllera, narząd Rosenmüllera – Johann Christian Rosenmüller[79]
- kanał Rosenthala, żyła Rosenthala – Friedrich Christian Rosenthal[79]
- droga Rottera
- ciałka Ruffiniego – Angelo Ruffini[80]

## S
- chrząstka Santoriniego, guzek Santoriniego, przewód Santoriniego, żyły Santoriniego – Giovanni Domenico Santorini[81]
- splot Sappeya – Marie Sappey
- nerw Scarpy, powięź Scarpy, zwój Scarpy – Antonio Scarpa[82]
- kolaterale Schaffera – Károly Schaffer
- pierścień Schatzkiego – Richard Schatzki
- kanał Schlemma – Friedrich Schlemm[83]
- wcięcia Schmidta-Lantermanna – Henry Schmidt, A.J. Lanterman
- linia Schwalbego, jądro Schwalbego – Gustav Schwalbe
- komórka Schwanna – Theodor Schwann[84]
- komórka Sertolego – Enrico Sertoli[85]
- błona Shrapnella – Henry Jones Shrapnell[85]
- gruczoł Skenego – Alexander Skene[85]
- istota Soemmeringa – Samuel Thomas von Sömmering[86]
- sektor Sommera – Wilhelm Sommer
- sektor Spielmeyera – Walther Spielmeyer
- ogon Spence’a – James Spence (1812–1882)
- pęczek Spitzki, jądro Spitzki – Edward C. Spitzka
- jądro Staderiniego – Rutilio Staderini[87]
- przewód Stensena – Niels Stensen[87]
- wodociąg Sylwiusza – Franciscus Sylvius

## T
- zastawka Thebesiusa (Tebezjusza) – Adam Christian Thebesius[88]
- ścięgno Todaro – Francesco Tòdaro[89][90]
- przestrzeń Traubego – Ludwig Traube[90]
- trójkąt Trautmanna – Moritz Trautmann[90]
- więzadło Treitza (mięsień Treitza) – Václav Treitz[91]
- fałd Trevesa – Frederick Treves[92]
- pole Tsaia – Chiao Tsai (1898-)
- jądro Tschidy – Usabro Tsuchida
- pęczek Türcka – Ludwig Türck[93]

## V
- most Varolia – Costanzo Varolio[94]
- brodawka Vatera, przewód Vatera – Abraham Vater
- pęczek Vicq d’Azyra – Félix Vicq-d’Azyr[95]
- przestrzeń Virchowa-Robina – Rudolf Virchow, Charles-Philippe Robin
- węzeł Virchowa – Rudolf Virchow[96]

## W
- pierścień Waldeyera – Heinrich Wilhelm Gottfried von Waldeyer-Hartz[97]
- warstwa gąbczasta Waldeyera
- ogniska Waldharda
- pęczek Wenckebacha – Karel Frederik Wenckebach
- ośrodek Wernickego – Carl Wernicke[98]
- przewód Whartona, galareta Whartona – Thomas Wharton[98]
- koło tętnicze Willisa – Thomas Willis[99]
- otwór Winslowa – Jean-Jacques Bénigne Winslow[99]
- przewód Wirsunga – Johann Georg Wirsung[100]
- przewód Wolffa – Caspar Friedrich Wolff[100]
- kostki Worma – Ole Worm[100]

## Z
- gruczoły Zeisa – Eduard Zeis[101]
- obwódka Zinna – Johann Gottfried Zinn[102]